# Metulodontia
Metulodontia is een geslacht van schimmels behorend tot de familie Hyphodermataceae. De typesoort is Metulodontia nivea.

## Soorten
Volgens Index Fungorum telt het geslacht twee soorten (peildatum april 2022):
| Soortnaam                   | Auteur(s)            | Publicatiejaar |
| --------------------------- | -------------------- | -------------- |
| Metulodontia nivea          | (P. Karst.) Parmasto | 1968           |
| Metulodontia sphaericospora | Gilb. & Hemmes       | 2004           |